# 馬科姆 (紐約州)
馬科姆（英語：Macomb）是一個位於美國紐約州聖羅倫斯縣的鎮。

## 人口
根據2020年美國人口普查的數據，馬科姆的面積為163.55平方千米，當中陸地面積為157.26平方千米，而水域面積為6.29平方千米。當地共有人口912人，而人口密度為每平方千米6人。